# András Schiff
Sir András Schiff, Kt (21 de dezembro de 1953) é um pianista húngaro-britânico.
Nasceu em Budapeste, e começou a ter aulas de piano aos cinco anos de idade com Elisabeth Vadasz.
Estudou na 'Academia de Música Franz Liszt de Budapeste e em Londres, com George Malcolm. Emigrou da Hungria em 1979.
Formou a sua própria orquestra de câmara, a Cappella Andrea Barca, em 1999.
É um dos intérpretes mais aclamados de Johann Sebastian Bach, Wolfgang Amadeus Mozart, Franz Schubert e Robert Schumann.
Schiff é cidadão britânico desde 2001. É casado com a violinista Yuuko Shiokawa.
Recebeu a medalha Wigmore Hall em Londres.
Foi premiado pela Royal Academy of Music o Kohn Foundation Bach Prize em 2007.

## Prémios
- Finalista em Leeds International Pianoforte Competition (1975)
- Grammy na categoria "Best Instrumental Soloist Performance" (1990)
- Medalha em Memória de Claudio Arrau (1994)
- Prémio Kossuth (1996)
- Prêmio de Música Léonie Sonning (1997)
- Royal Academy of Music Prémio Bach (2007)